# USS Golet (SS-361)
USS Golet (SS-361) là một tàu ngầm lớp Gato từng phục vụ cùng Hải quân Hoa Kỳ trong Chiến tranh Thế giới thứ hai. Nó là chiếc tàu chiến duy nhất của Hải quân Hoa Kỳ được đặt cái tên này, theo tên loài cá hồi Dolly Varden. Nó đã phục vụ trong Thế chiến II, thực hiện được hai chuyến tuần tra, và bị mất tích trong chuyến tuần tra thứ hai khi đang hướng đến Honshū, Nhật Bản, có thể bị tàu chiến Nhật Bản đánh chìm vào ngày 14 tháng 6, 1944. Golet được tặng thưởng một Ngôi sao Chiến trận do thành tích phục vụ trong Thế Chiến II.

## Thiết kế và chế tạo
Lớp tàu ngầm Gato được thiết kế cho mục đích một tàu ngầm hạm đội nhằm có tốc độ trên mặt nước cao, tầm hoạt động xa và vũ khí mạnh để tháp tùng hạm đội chiến trận. Con tàu dài 311 ft 9 in (95,02 m) và có trọng lượng choán nước 1.525 tấn Anh (1.549 t) khi nổi và 2.424 tấn Anh (2.463 t) khi lặn. Chúng trang bị động cơ diesel dẫn động máy phát điện để cung cấp điện năng cho bốn động cơ điện, đạt được công suất 5.400 shp (4.000 kW) khi nổi và 2.740 shp (2.040 kW) khi lặn, cho phép đạt tốc độ tối đa 21 hải lý trên giờ (39 km/h) và 9 hải lý trên giờ (17 km/h) tương ứng. Tầm xa hoạt động là 11.000 hải lý (20.000 km) khi đi trên mặt nước ở tốc độ 10 hải lý trên giờ (19 km/h) và có thể hoạt động kéo dài đến 75 ngày và lặn được sâu tối đa 300 ft (90 m).
Lớp tàu ngầm Gato được trang bị mười ống phóng ngư lôi 21 in (530 mm), gồm sáu ống trước mũi và bốn ống phía phía đuôi tàu, chúng mang theo tối đa 24 quả ngư lôi. Vũ khí trên boong tàu gồm một hải pháo 3 inch/50 caliber, và thường được tăng cường một khẩu pháo phòng không Bofors 40 mm nòng đơn và một khẩu đội Oerlikon 20 mm nòng đôi, kèm theo súng máy .50 caliber và .30 caliber. Tiện nghi cho thủy thủ đoàn bao gồm điều hòa không khí, thực phẩm trữ lạnh, máy lọc nước, máy giặt và giường ngủ cho hầu hết mọi người, giúp họ chịu đựng cái nóng nhiệt đới tại Thái Bình Dương cùng những chuyến tuần tra kéo dài đến hai tháng rưỡi.
Golet thoạt tiên được đặt hàng như một tàu ngầm lớp Balao với thiết kế được cải tiến, nhưng hãng đóng tàu Manitowoc Shipbuilding Company đã không nhận được bản vẽ từ công ty Electric Boat kịp thời để chế tạo. Vì vậy nó cùng với các chiếc Guavina, Guitarro và Hammerhead được đóng theo thiết kế cũ của lớp Gato. Kinh phí đóng con tàu được quyên góp từ việc bán trái phiếu chiến tranh tại các cộng đồng cư dân Shreveport và Cadddo Parish, Louisiana.
Golet được đặt lườn tại xưởng tàu của hãng Manitowoc ở Manitowoc, Wisconsin vào ngày 27 tháng 1, 1943. Nó được hạ thủy vào ngày 1 tháng 8, 1943, được đỡ đầu bởi bà Alexander Wiley, phu nhân Thượng nghị sĩ Alexander Wiley của Wisconsin, và được cho nhập biên chế cùng Hải quân Hoa Kỳ vào ngày 30 tháng 11, 1943 dưới quyền chỉ huy của Hạm trưởng, Trung tá Hải quân James Markland Clement.

## Lịch sử hoạt động

### 1943
Vào ngày 19 tháng 12, 1943, Golet được chất lên một sà lan để được kéo dọc theo sông Mississippi từ Manitowoc đến New Orleans, Louisiana, đến nơi vào ngày 28 tháng 12, nơi nó được tiếp tục trang bị hoàn thiện trước đưa đi vào hoạt động. Sau khi hoàn tất việc chạy thử máy huấn luyện tại vùng kênh đào Panama, chiếc tàu ngầm chuẩn bị để được điều động sang khu vực Mặt trận Thái Bình Dương. Nó băng qua kênh đào và đi đến Trân Châu Cảng thuộc quần đảo Hawaii.

### 1944

#### Chuyến tuần tra thứ nhất
Khởi hành từ Trân Châu Cảng vào ngày 18 tháng 3, 1944 cho chuyến tuần tra đầu tiên tại các khu vực quần đảo Kuril, phía Nam đảo Hokkaidō và phía Đông đảo Honshū, thời tiết sương mù, mưa và băng giá đã ảnh hưởng đến hoạt động của Golet. Nó chỉ bắt gặp một mục tiêu tiềm năng nhưng không theo kịp tốc độ của mục tiêu. Con tàu kết thúc chuyến tuần tra khi quay trở về Midway vào ngày 3 tháng 5.

#### Chuyến tuần tra thứ hai
Lên đường từ Midway vào ngày 28 tháng 5 cho chuyến tuần tra thứ hai, cũng là chuyến cuối cùng, Golet đi đến khu vực tuần tra được chỉ định về phía Bắc đảo Honshū, dự định ở lại khu vực trên cho đến ngày 5 tháng 7, và sẽ quay trở về Midway vào khoảng ngày 12-13 tháng 7. Một bức điện gửi cho con tàu vào ngày 9 tháng 7 đã không được hồi đáp, và nó được cho là mất tích vào ngày 26 tháng 7.
Tài liệu thu được của Hải quân Đế quốc Nhật Bản sau chiến tranh cho thấy Golet có thể là nạn nhân của một cuộc tấn công chống ngầm của tàu tuần tra Nhật Bản về phía Bắc đảo Honshū vào ngày 14 tháng 6, 1944. Sau khi bị tấn công bằng mìn sâu, rất nhiều mảnh vỡ và một mảng dầu loang lớn đã nổi trên mặt nước, xác nhận một tàu ngầm đã bị tiêu diệt tại tọa độ 41°04′B 141°31′Đ / 41,067°B 141,517°Đ.

## Phần thưởng
Golet được tặng thưởng một Ngôi sao Chiến trận do thành tích phục vụ trong Thế Chiến II.
|  |             |  |
|  | Bronze star |  |

| Dãi băng Hoạt động Tác chiến  |                                                                         |                                      |
| Huân chương Chiến dịch Hoa Kỳ | Huân chương Chiến dịch Châu Á-Thái Bình Dương với 1 Ngôi sao Chiến trận | Huân chương Chiến thắng Thế Chiến II |